# Georges Bayeux
Pour les articles homonymes, voir Bayeux (homonymie).
Georges Bayeux est un avocat et écrivain français. Né à Caen le 8 octobre 1752, il y est massacré le 6 septembre 1792.

## Biographie
Avocat à Caen et à Rouen (1775), premier commis des finances sous Necker, il devint procureur-général syndic du Calvados à la Révolution française. En janvier 1792, il fait libérer des gentilshommes qui s'étaient affrontés avec la garde nationale sur la place Saint-Sauveur de Caen. Considéré alors comme suspect et accusé d'entretenir une correspondance avec des émigrés et avec Montmorin et de Lessart, il est emprisonné au château de Caen. Le 6 septembre, il est conduit à l'ancienne abbaye aux Hommes, siège du directoire ; mais arrivé place Fontette, il est massacré par la foule, tout comme le sont Montmorin et de Lessart à Paris et Versailles.

## Œuvres
- Réflexions sur le règne de Trajan (1787)
- Essais académiques (1785)

On lui doit aussi une traduction des Fastes d'Ovide (4 vol. 1783-1788).

## Pour approfondir